# Ksar Gorguir
Ksar Gorguir (en arabe : قصر گورگير) est un village fortifié dans la province de Zagora, région de Draa-Tafilalet au sud-est du Maroc .